# Kaminaria
Kaminaria (gr. Kαμινάρια) – wieś w Republice Cypryjskiej, w dystrykcie Limassol. W 2011 roku liczyła 44 mieszkańców.